# Cmentarz żydowski w Mieroszowie
Cmentarz żydowski w Mieroszowie – został założony w 1900 roku. Ma powierzchnię 0,18 ha. Znajduje się przy ul. Kościelnej. Do naszych czasów dotrwały jedynie trzy nagrobki z czytelnymi inskrypcjami pochodzące z lat 1946–1948. W okresie funkcjonowania nekropolii dokonano na niej kilkudziesięciu pochówków.